# Грабровник
Грабровник је насељено место у саставу општине Штригова у Међимурској жупанији, Хрватска. До територијалне реорганизације у Хрватској налазио се у саставу старе општине Чаковец.

## Становништво
На попису становништва 2011. године, Грабровник је имао 274 становника.

## Попис1991.
На попису становништва 1991. године, насељено место Грабровник је имало 411 становника, следећег националног састава:
| Попис 1991.‍  | Попис 1991.‍  | Попис 1991.‍ | Попис 1991.‍ | Попис 1991.‍ |
| ------------ | ------------ | ----------- | ----------- | ----------- |
|              |              |             |             |             |
| Хрвати       | Хрвати       |             | 401         | 97,56%      |
| Словенци     | Словенци     |             | 3           | 0,72%       |
| Мађари       | Мађари       |             | 1           | 0,24%       |
| неопредељени | неопредељени |             | 1           | 0,24%       |
| непознато    | непознато    |             | 5           | 1,21%       |
| укупно: 411  |              |             |             |             |